# A.D. - Anno Domini
A.D. - Anno Domini (A.D.) è una miniserie televisiva del 1985 diretta da Stuart Cooper con la collaborazione di John A. Martinelli e Vincenzo Labella. È una produzione italo-franco-statunitense.

## Trama
La miniserie narra le vicende degli Atti degli Apostoli in parallelo alle vicende politiche della Giudea e dell'Impero romano dell'epoca.

## Trasmissione
In Italia A.D. - Anno Domini è stata trasmessa da Canale 5 nell'autunno del 1985, in 6 puntate da 100 minuti ognuna.